# 이아시온
이아시온(Iasion) 혹은 이아소스(Iasus), 이이티온(Eetion)은 일반적으로 엘렉트라와 제우스의 아들이자 다르다노스의 형제로 알려져 있지만, 제우스와 헤메라, 혹은 코뤼토스와 엘렉트라의 자식일 가능성도 있다.
이아시온은 농업의 여신 데메테르와의 사이에 쌍둥이 아들 플루토스와 필로멜로스를 두었고 코뤼바스라는 아들도 두었다. 플루토스는 부의 신격화로 받아들여진다.
이아시온은 데메테르와 세 번 갈아엎은 묵정밭에서 사랑을 나누었는데, 제우스가 그를 번개로 쳐서 죽였다.